# Monterey Pop Festival
Monterey International Pop Music Festival var en musikfestival som anordnades den 16–18 juni 1967 i Monterey i Kalifornien. Den anses ofta ha varit den första stora rockfestival som anordnats, och har legat till grund för efterkommande liknande projekt.

## Historik

### Bakgrund och översikt
Festivalen arrangerades mot en bakgrund av de jazz- (sedan 1958) och bluesfestivaler som man tidigare anordnat i Monterey. Man ville också ge ett skyltfönster åt 1960-talets nya musik, som i många fall spreds via radio och skivaffärer med San Francisco som utgångspunkt.
Som del i marknadsföringen av festivalen specialskrevs sången "San Francisco (Be Sure to Wear Flowers in Your Hair)". Låttiteln relaterade även till tidens hippie-kultur, och festivalen blev en av de viktigare ingredienserna i Summer of Love.
Festivalen arrangerades på Monterey County Fairgrounds, där man senare kommit att anordna de årliga marknaderna.
Festivalens besökssiffror har noterats som mellan  25 000 och 90 000. Till skillnad från Woodstockfestivalen som anordnades två år senare uppträdde alla artister gratis och skänkte pengarna man tjänade in till välgörenhet.

### Deltagare
Festivalen var det första stora framträdandet för många musiker. Jimi Hendrix gjorde sitt första stora framträdande här, likaså Janis Joplin (som då var medlem i Big Brother and the Holding Company). Även The Beach Boys skulle ha uppträtt här, men ett bråk kring Carl Wilsons vägran att skriva på sin inkallelseorder gjorde att de uteblev. Brittiska sångaren Donovan fick inget tillstånd att vistas i USA efter att ha åkt fast för droger, och han uteblev därmed också. Ändå kunde man här se många storheter inom popen och rocken såsom The Animals, The Byrds, Jefferson Airplane, Simon and Garfunkel och The Who.
Hendrix beramade uppeldande av sin gitarr föranleddes av att han förlorade en slantsingling med The Who om vem som skulle få uppträda först. Hendrix förlorande slantsinglingen, och efter The Whos gitarrkraschande uppträdande tyckte inte Hendrix att han skulle vara sämre.

## Uppträdanden

### Fredagen den 16 juni
- The Association
- The Paupers
- Lou Rawls
- Beverley
- Johnny Rivers
- The Animals
- Simon and Garfunkel

### Lördagen den 17 juni
- Canned Heat
- Big Brother and the Holding Company

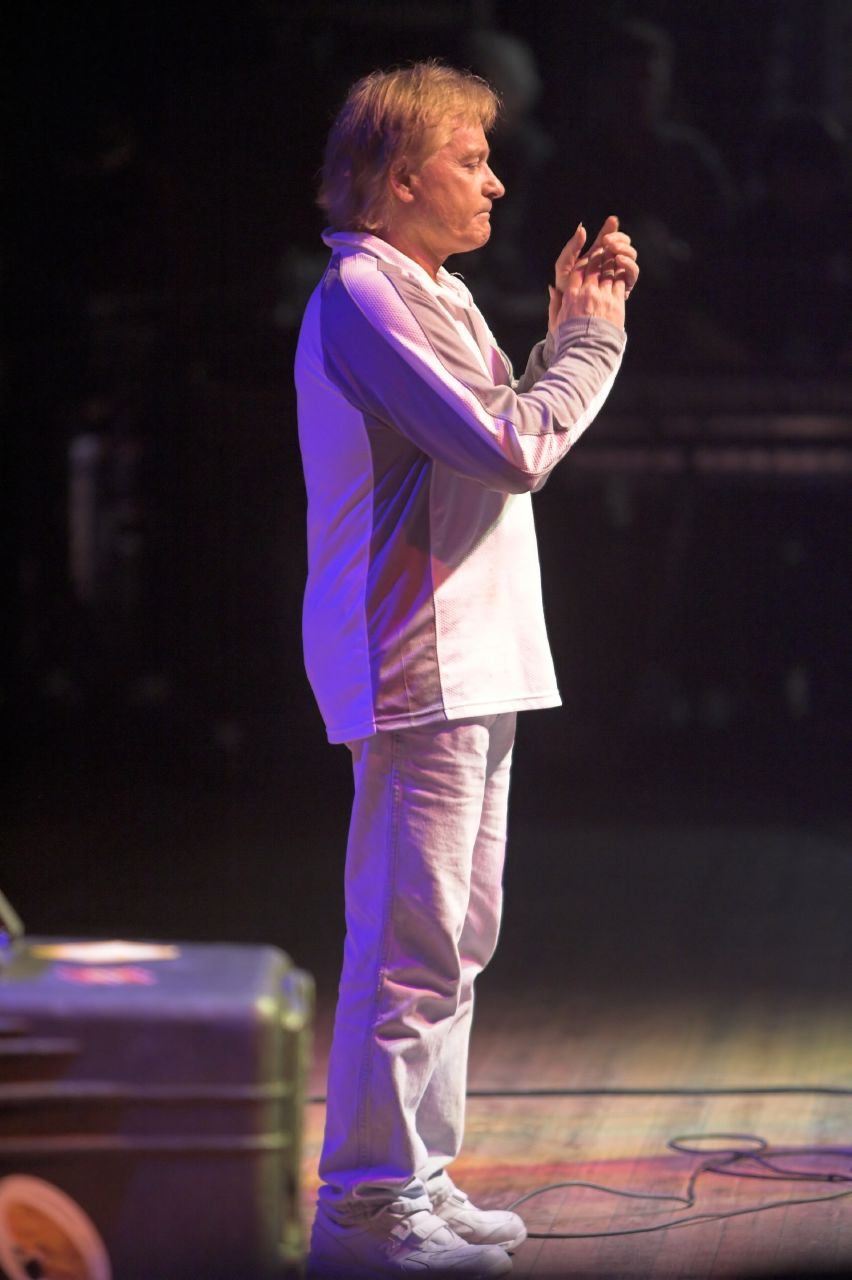
Jefferson Airplane-medlemmen Marty Balin vid 2007 års Summer of Love-festival.

- Country Joe and the Fish
- Al Kooper
- The Butterfield Blues Band
- Quicksilver Messenger Service
- Steve Miller Band
- Electric Flag
- Moby Grape
- Hugh Masekela
- The Byrds
- Laura Nyro
- Jefferson Airplane
- Booker T. and the MG's
- Otis Redding

### Söndagen den 18 juni
- Ravi Shankar[3]
- The Blues Project
- Big Brother and the Holding Company
- The Group With No Name
- Buffalo Springfield
- The Who
- The Grateful Dead
- The Jimi Hendrix Experience
- Scott McKenzie
- The Mamas and the Papas

## Efterspel
Monterey Pop Festival kom under de kommande åren att inspirera till en mängd andra pop- och rockfestivaler. Där ingår Woodstockfestivalen, Isle of Wight Festival 1969 samt de svenska Festival of the Midnight Sun och Gärdesfestivalen.
2007 arrangerades jubileumsfestivalen Summer of Love Festival i Monterey.